# Ножкинское сельское поселение
Но́жкинское се́льское поселе́ние — муниципальное образование в составе Чухломского района Костромской области России.
Административный центр — село Ножкино.

## История
Ножкинское сельское поселение образовано 30 декабря 2004 года в соответствии с Законом Костромской области № 237-ЗКО, установлены статус и границы муниципального образования.
22 июня 2010 года в соответствии с Законом Костромской области № 626-4-ЗКО в состав Ножкинского сельского поселения включено упразднённое Фёдоровское сельское поселение.

## Население
| 2008 | 2010 | 2012 | 2013 | 2014 | 2015 | 2016 |
| ---- | ---- | ---- | ---- | ---- | ---- | ---- |
| 624  | ↘550 | ↘541 | ↘526 | ↘523 | ↘520 | ↘514 |
| 2017 | 2018 | 2019 | 2020 | 2021 |      |      |
| ↘497 | ↘460 | ↘456 | ↘442 | ↘365 |      |      |

## Состав сельского поселения
| №  | Населённый пункт | Тип населённого пункта       | Население |
| -- | ---------------- | ---------------------------- | --------- |
| 1  | Андреевское      | деревня                      | ↗8        |
| 2  | Аниково          | деревня                      | →0        |
| 3  | Аринино          | деревня                      | ↘7        |
| 4  | Астапово         | деревня                      | ↘2        |
| 5  | Васильевское     | деревня                      | ↗1        |
| 6  | Гавриловское     | деревня                      | →0        |
| 7  | Григорьевское    | деревня                      | ↗18       |
| 8  | Дор              | деревня                      | ↘13       |
| 9  | Жар              | деревня                      | →0        |
| 10 | Зарубино         | деревня                      | →0        |
| 11 | Ивановское       | деревня                      | ↘0        |
| 12 | Кузнецово        | деревня                      | →0        |
| 13 | Лукино           | деревня                      | ↘0        |
| 14 | Никитино         | деревня                      | →0        |
| 15 | Ножкино          | село, административный центр | ↗289      |
| 16 | Покровское       | деревня                      | →0        |
| 17 | Середнево        | деревня                      | →0        |
| 18 | Соколово         | деревня                      | →0        |
| 19 | Туруково         | деревня                      | →0        |
| 20 | Фёдоровское      | деревня                      | ↗246      |
| 21 | Фёдотово         | деревня                      | ↘0        |
| 22 | Часовново        | деревня                      | →0        |
| 23 | Щукино           | деревня                      | ↗1        |
| 24 | Юркино           | деревня                      | →0        |

### Упразднённые населённые пункты
- 2024 год — деревни Аксёново, Афанасьево, Казинское, Нелидово[16].

## Достопримечательности
Близ деревни Фёдоровское, входящей в Ножкинское сельское поселение, расположено Фёдоровское поселение (Фёдоровская стоянка) - один из классических памятников археологии неолита и эпохи бронзы Верхнего Поволжья.